# CFU Club Championship 2005
Navigation
Édition précédente Édition suivante
La CFU Club Championship 2005 est la 8e édition de la CFU Club Championship. Elle met aux prises les champions des différentes nations affiliées à CFU. Le vainqueur de la compétition est qualifié pour le premier tour de la Coupe des champions de la CONCACAF 2006.
Après une édition 2004 marquée par un très faible nombre d'équipes engagées, cette année voit revenir des formations de fédérations absentes depuis plusieurs saisons comme Sainte-Lucie (absente depuis 2002) ou les îles Vierges américaines (absentes depuis 2001) et la première participation d'un club d'Aruba.
C'est une nouvelle fois un club jamaïcain qui remporte la compétition cette année. Portmore United FC s'impose en effet en finale face aux Surinamiens du SV Robinhood. Il s'agit du tout premier titre international de l'histoire du club, qui se qualifie ainsi pour la Coupe des champions de la CONCACAF 2006.

## Participants
Un total de 13 équipes provenant de 9 nations prennent part à la compétition. Elles appartiennent à la zone Caraïbes de la CONCACAF. Le tableau des clubs qualifiés était le suivant :
| Nation                      | Club                    | Critère de qualification                           |
| Aruba                       | SV Britannia            | Champion d'Aruba 2005.                             |
| Trinité-et-Tobago           | North East Stars        | Champion de Trinité-et-Tobago 2004                 |
| Jamaïque                    | Portmore United FC      | Champion de Jamaïque 2004-2005                     |
| Suriname                    | SV Robinhood            | Champion du Suriname 2004-2005                     |
| Suriname                    | Royal '95               | Vice-champion du Suriname 2004-2005                |
| Antigua-et-Barbuda          | Bassa SC                | Champion d'Antigua-et-Barbuda 2004-2005            |
| Antigua-et-Barbuda          | Hoppers FC              | Vice-champion d'Antigua-et-Barbuda 2004-2005       |
| Antilles néerlandaises      | CSD Barber              | Champion des Antilles néerlandaises 2004-2005      |
| Antilles néerlandaises      | SV Victory Boys         | Vice-champion des Antilles néerlandaises 2004-2005 |
| Dominique                   | RC Grand Bazaar Dublanc | Champion de Dominique 2004-2005                    |
| Dominique                   | Sagicor South East      | Vainqueur de la Coupe de Dominique 2005            |
| Sainte-Lucie                | Northern United         | Champion de Sainte-Lucie 2004-2005.                |
| Îles Vierges des États-Unis | Positive Vibes          | Champion des îles Vierges américaines 2005         |

## Compétition

### Premier tour
| Équipe 1                | Résultat | Équipe 2        | Aller | Retour |
| ----------------------- | -------- | --------------- | ----- | ------ |
| Northern United         | 5 - 2    | Positive Vibes  | 0 - 2 | 5 - 0  |
| SV Britannia            | 1 - 4    | SV Robinhood    | 1 - 2 | 0 - 2  |
| Sagicor South East      | 1 - 8    | Bassa SC        | 0 - 6 | 1 - 2  |
| RC Grand Bazaar Dublanc | 1 - 6    | Hoppers FC      | 1 - 2 | 0 - 4  |
| Royal '95               | 1 - 3    | SV Victory Boys | 0 - 0 | 1 - 3  |

- Les clubs de North East Stars, Portmore United et CSD Barber sont exempts et entrent en lice directement en quarts de finale.

### Quarts de finale
| Équipe 1        | Résultat | Équipe 2                 | Aller | Retour |
| --------------- | -------- | ------------------------ | ----- | ------ |
| SV Robinhood    | -        | North East Stars forfait | -     | -      |
| Bassa SC        | 3 - 7    | CSD Barber               | 1 - 1 | 2 - 6  |
| Hoppers FC      | 0 - 10   | Portmore United          | 0 - 3 | 0 - 7  |
| SV Victory Boys | 1 - 2    | Northern United          | 1 - 1 | 0 - 1  |

### Demi-finale
| Équipe 1     | Résultat | Équipe 2        | Aller | Retour |
| ------------ | -------- | --------------- | ----- | ------ |
| SV Robinhood | 7 - 3    | Northern United | 3 - 1 | 4 - 2  |
| CSD Barber   | 2 - 3    | Portmore United | 1 - 3 | 1 - 0  |

### Finale
| Équipe 1     | Résultat | Équipe 2        | Aller | Retour |
| ------------ | -------- | --------------- | ----- | ------ |
| SV Robinhood | 2 - 5    | Portmore United | 2 - 1 | 0 - 4  |

| Champion de la CFU 2005          |
| -------------------------------- |
| Drapeau de la Jamaïque           |
| Portmore United FC Premier Titre |

- Portmore United FC se qualifie pour la Coupe des champions de la CONCACAF 2006.